# Rod Wave

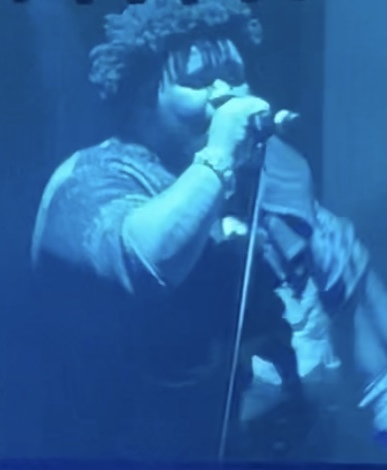
Rod Wave (2022)

Rod Wave (* 27. August 1999 in Saint Petersburg, Florida; eigentlich Rodarius Marcell Green) ist ein US-amerikanischer Rapper.

## Biografie
Für Rodarius Green alias Rod Wave war die Rapmusik anfangs nur ein Zeitvertreib, um ein neues Mikrofon und einen Computer auszuprobieren. Als aber seine Songs erfolgreich waren und er in seiner Heimat in Florida zahlreiche Anhänger fand, folgten immer mehr Produktionen und schließlich auch Liveauftritte. Alamo Records wurden auf ihn aufmerksam und nahmen ihn unter Vertrag. 2017 und 2018 veröffentlichte er mehrere Singles und eine Reihe von Mixtapes.
Im Frühjahr 2019 hatte er beim Mixtape PTSD mit E-40 erstmals prominente Unterstützung. Trotzdem gelang ihm kein richtiger Hit. Der Durchbruch kam erst im Herbst des Jahres mit seinem Debütalbum Ghetto Gospel. Auf Anhieb erreichte es Platz 10 der US-Albumcharts und erreichte Goldstatus. Der Song Heart on Ice, von dem auch ein Remix mit Lil Durk herauskam, kam in den Singlecharts bis auf Platz 25 und bekam sogar Doppelplatin. Cuban Links mit Kevin Gates war ein zweiter Charthit, für das Lied und für drei weitere Songs bekam er Gold.
Nur fünf Monate später folgte bereits das zweite Album Pray 4 Love. Es stieg auf Platz 2 der offiziellen Charts ein und führte die Rapcharts an. 8 Songs des Albums stiegen in der Veröffentlichungswoche in die Singlecharts ein. Von Rags 2 Riches erschien im Juli ein Remix, der das Lied auf Platz 12 der US-Singlecharts und auch in die britischen Charts brachte.

## Diskografie

### Alben
| Jahr | Titel Musiklabel                                   | Höchstplatzierung, Gesamtwochen, AuszeichnungChartplatzierungen (Jahr, Titel, Musiklabel, Platzierungen, Wochen, Auszeichnungen, Anmerkungen) | Höchstplatzierung, Gesamtwochen, AuszeichnungChartplatzierungen (Jahr, Titel, Musiklabel, Platzierungen, Wochen, Auszeichnungen, Anmerkungen) | Anmerkungen                                                        |
| Jahr | Titel Musiklabel                                   | UK | US | Anmerkungen                                                        |
| ---- | -------------------------------------------------- | --- | --- | ------------------------------------------------------------------ |
| 2019 | Ghetto Gospel Alamo Records (SME)                  | — | US10 Platin · (134 Wo.)US | Erstveröffentlichung: 1. November 2019                             |
| 2020 | Pray 4 Love Alamo Records (SME)                    | — | US2 Platin · (200 Wo.)US | Erstveröffentlichung: 3. April 2020 Deluxe Edition: 7. August 2020 |
| 2021 | SoulFly Alamo Records (SME)                        | UK57 (1 Wo.)UK | US1 Platin · (189 Wo.)US | Erstveröffentlichung: 26. März 2021                                |
| 2022 | Beautiful Mind Alamo Records (SME)                 | — | US1 Platin · (66 Wo.)US | Erstveröffentlichung: 12. August 2022                              |
| 2022 | Jupiters’s Diary: 7 Day Theory Alamo Records (SME) | — | US9 (6 Wo.)US | Erstveröffentlichung: 18. November 2022 EP                         |
| 2023 | Nostalgia Alamo Records (SME)                      | UK46 (1 Wo.)UK | US1 Platin · (86 Wo.)US | Erstveröffentlichung: 15. September 2023                           |
| 2024 | Last Lap Alamo Records (SME)                       | UK63 (1 Wo.)UK | US2 (… Wo.)US | Erstveröffentlichung: 11. Oktober 2024                             |

Mixtapes
- 2017: Rookie of the Year
- 2017: Hunger Games
- 2018: Hunger Games 2
- 2018: Hunger Games 3
- 2019: PTSD

### Singles
| Jahr | Titel Album                                   | Höchstplatzierung, Gesamtwochen, AuszeichnungChartplatzierungen (Jahr, Titel, Album, Platzierungen, Wochen, Auszeichnungen, Anmerkungen) | Höchstplatzierung, Gesamtwochen, AuszeichnungChartplatzierungen (Jahr, Titel, Album, Platzierungen, Wochen, Auszeichnungen, Anmerkungen) | Anmerkungen                                                                            |
| Jahr | Titel Album                                   | UK | US | Anmerkungen                                                                            |
| --- | --------------------------------------------- | --- | --- | -------------------------------------------------------------------------------------- |
| 2019 | Heart 4 Sale Hunger Games 3                   | — | US— GoldUS | Erstveröffentlichung: 26. September 2018                                               |
| 2019 | Feel the Same Way Hunger Games 3              | — | US— GoldUS | Erstveröffentlichung: 5. Dezember 2018 feat. Moneybagg Yo                              |
| 2019 | Popular Loner PTSD                            | — | US— GoldUS | Erstveröffentlichung: 3. April 2019                                                    |
| 2019 | Heart on Ice PTSD                             | UK— SilberUK | US25 ×4Vierfachplatin · (27 Wo.)US | Erstveröffentlichung: 31. Mai 2019 Remix feat. Lil Durk                                |
| 2019 | Paint the Sky Red PTSD                        | — | US— GoldUS | Erstveröffentlichung: 12. Juni 2019                                                    |
| 2019 | Cuban Links Ghetto Gospel                     | — | US92 Platin · (3 Wo.)US | Erstveröffentlichung: 11. Oktober 2019 feat. Kevin Gates                               |
| 2019 | Close Enough To Hurt Ghetto Gospel            | — | US— PlatinUS | Erstveröffentlichung: 23. Oktober 2019                                                 |
| 2020 | Thug Motivation Pray 4 Love                   | — | US— GoldUS | Erstveröffentlichung: 27. Januar 2020                                                  |
| 2020 | Thief in the Night Pray 4 Love                | — | US74 Platin · (1 Wo.)US | Erstveröffentlichung: 28. Februar 2020                                                 |
| 2020 | Pray 4 Love                                   | — | US67 Gold · (1 Wo.)US | Erstveröffentlichung: 18. März 2020                                                    |
| 2020 | The Greatest Pray 4 Love                      | — | US78 ×2Doppelplatin · (1 Wo.)US | Erstveröffentlichung: 1. April 2020                                                    |
| 2020 | Through the Wire Pray 4 Love (Deluxe)         | — | US— PlatinUS | Erstveröffentlichung: 12. Juli 2020                                                    |
| 2020 | Freestyle Pray 4 Love (Deluxe)                | — | US86 Platin · (1 Wo.)US | Erstveröffentlichung: 31. Juli 2020                                                    |
| 2020 | Shooting Star –                               | — | US— GoldUS | Erstveröffentlichung: 14. Oktober 2020                                                 |
| 2021 | Street Runner SoulFly                         | — | US16 ×3Dreifachplatin · (10 Wo.)US | Erstveröffentlichung: 10. März 2021                                                    |
| 2021 | Tombstone SoulFly                             | — | US11 ×3Dreifachplatin · (22 Wo.)US | Erstveröffentlichung: 23. März 2021                                                    |
| 2021 | Richer SoulFly                                | — | US22 ×4Vierfachplatin · (7 Wo.)US | Erstveröffentlichung: 26. März 2021 feat. Polo G                                       |
| 2021 | By Your Side Beautiful Mind                   | — | US58 ×2Doppelplatin · (19 Wo.)US | Erstveröffentlichung: 22. November 2021                                                |
| 2022 | Cold December Beautiful Mind                  | — | US38 Platin · (6 Wo.)US | Erstveröffentlichung: 17. Januar 2022                                                  |
| 2022 | Stone Rolling Beautiful Mind                  | — | US66 (1 Wo.)US | Erstveröffentlichung: 27. Juli 2022                                                    |
| 2022 | Alone Beautiful Mind                          | — | US21 Platin · (5 Wo.)US | Erstveröffentlichung: 9. August 2022                                                   |
| 2022 | Break My Heart Jupiters’s Diary: 7 Day Theory | — | US76 (2 Wo.)US | Erstveröffentlichung: 10. November 2022                                                |
| 2023 | Fight the Feeling Nostalgia                   | — | US16 Platin · (20 Wo.)US | Erstveröffentlichung: 31. März 2023                                                    |
| 2023 | Call Your Friends Nostalgia                   | — | US18 Platin · (9 Wo.)US | Erstveröffentlichung: 18. August 2023                                                  |
| 2023 | Come See Me Nostalgia                         | — | US19 (6 Wo.)US | Erstveröffentlichung: 1. September 2023                                                |
| 2023 | Boyz Don’t Cry Nostalgia                      | — | US25 Gold · (5 Wo.)US | Erstveröffentlichung: 13. September 2023                                               |
| 2023 | Checkmate Nostalgia                           | — | US55 (2 Wo.)US | Erstveröffentlichung: 14. September 2023                                               |
| 2023 | Better Than Ever –                            | — | US99 (1 Wo.)US | Erstveröffentlichung: 10. November 2023 YoungBoy Never Broke Again feat. Rod Wave      |
| 2024 | Passport Junkie Last Lap                      | — | US51 (… Wo.)US | Erstveröffentlichung: 14. September 2024                                               |
| 2024 | Fall Fast in Love Last Lap                    | — | US49 (… Wo.)US | Erstveröffentlichung: 27. September 2024                                               |
| Folgende Lieder erschienen nicht als Single, wurden aber durch das Album zum Download und Streaming bereitgestellt und konnten somit eine Platzierung erlangen: |                                               | | |                                                                                        |
| |                                               | | |                                                                                        |
| 2020 | Girl of My Dreams Pray 4 Love                 | — | US65 ×3Dreifachplatin · (16 Wo.)US | Videoauskopplung: 4. Mai 2020                                                          |
| 2020 | Fuck the World Pray 4 Love                    | — | US64 Platin · (1 Wo.)US |                                                                                        |
| 2020 | I Remember Pray 4 Love                        | — | US77 Gold · (1 Wo.)US |                                                                                        |
| 2020 | Ribbon in the Sky Pray 4 Love                 | — | US84 Platin · (1 Wo.)US |                                                                                        |
| 2020 | Thug Life Pray 4 Love                         | — | US95 Gold · (1 Wo.)US |                                                                                        |
| 2020 | No Weakness Pray 4 Love                       | — | US99 Gold · (1 Wo.)US |                                                                                        |
| 2020 | Rags 2 Riches Pray 4 Love (Deluxe)            | UK87 (2 Wo.)UK | US12 ×4Vierfachplatin · (20 Wo.)US | Videoauskopplung: 25. September 2020 Original feat. ATR Son Son / Remix feat. Lil Baby |
| 2020 | Letter from Houston Pray 4 Love (Deluxe)      | — | US62 ×2Doppelplatin · (1 Wo.)US |                                                                                        |
| 2021 | SoulFly                                       | — | US55 Gold · (1 Wo.)US | Charteinstieg: 10. April 2021                                                          |
| 2021 | Gone Till November SoulFly                    | — | US61 (1 Wo.)US | Charteinstieg: 10. April 2021                                                          |
| 2021 | Don’t Forget SoulFly                          | — | US63 Gold · (1 Wo.)US | Charteinstieg: 10. April 2021                                                          |
| 2021 | Blame on You SoulFly                          | — | US65 Gold · (1 Wo.)US | Charteinstieg: 10. April 2021                                                          |
| 2021 | All I Got SoulFly                             | — | US71 Gold · (1 Wo.)US | Charteinstieg: 10. April 2021                                                          |
| 2021 | Pills & Billz SoulFly                         | — | US85 (1 Wo.)US | Charteinstieg: 10. April 2021                                                          |
| 2021 | How the Game Go SoulFly                       | — | US88 (1 Wo.)US | Charteinstieg: 10. April 2021                                                          |
| 2021 | OMDB SoulFly                                  | — | US89 Gold · (1 Wo.)US | Charteinstieg: 10. April 2021                                                          |
| 2021 | What’s Love?? SoulFly                         | — | US94 (1 Wo.)US | Charteinstieg: 10. April 2021                                                          |
| 2021 | Shock da World SoulFly                        | — | US96 (1 Wo.)US | Charteinstieg: 10. April 2021                                                          |
| 2021 | Sneaky Links SoulFly                          | — | US98 (1 Wo.)US | Charteinstieg: 10. April 2021                                                          |
| 2021 | Rich Off Pain Voice of the Heroes             | — | US68 Gold · (1 Wo.)US | Charteinstieg: 19. Juni 2021 mit Lil Baby & Lil Durk                                   |
| 2021 | Heart of a Giant Hall of Fame                 | — | US83 Gold · (1 Wo.)US | Charteinstieg: 26. Juni 2021 Polo G feat. Rod Wave                                     |
| 2021 | Already One SoulFly (Deluxe)                  | — | US60 (1 Wo.)US | Charteinstieg: 4. September 2021 feat. Lil Durk                                        |
| 2021 | Get Ready SoulFly (Deluxe)                    | — | US91 Gold · (1 Wo.)US | Charteinstieg: 4. September 2021 feat. Kodak Black                                     |
| 2021 | What’s Wrong SoulFly (Deluxe)                 | — | US93 Gold · (1 Wo.)US | Charteinstieg: 4. September 2021                                                       |
| 2021 | Time Heals SoulFly (Deluxe)                   | — | US99 Gold · (1 Wo.)US | Charteinstieg: 4. September 2021                                                       |
| 2022 | Yungen Beautiful Mind                         | — | US35 Gold · (2 Wo.)US | Charteinstieg: 27. August 2022 feat. Jack Harlow                                       |
| 2022 | Never Get Over Me Beautiful Mind              | — | US48 Gold · (1 Wo.)US | Charteinstieg: 27. August 2022                                                         |
| 2022 | Sweet Little Lies Beautiful Mind              | — | US51 Gold · (2 Wo.)US | Charteinstieg: 27. August 2022                                                         |
| 2022 | Forever Beautiful Mind                        | — | US58 Gold · (1 Wo.)US | Charteinstieg: 27. August 2022                                                         |
| 2022 | No Deal Beautiful Mind                        | — | US71 Gold · (1 Wo.)US | Charteinstieg: 27. August 2022                                                         |
| 2022 | I Know It Beautiful Mind                      | — | US74 (1 Wo.)US | Charteinstieg: 27. August 2022                                                         |
| 2022 | Pieces Beautiful Mind                         | — | US86 (1 Wo.)US | Charteinstieg: 27. August 2022                                                         |
| 2022 | Rockstar Heart Beautiful Mind                 | — | US90 (1 Wo.)US | Charteinstieg: 27. August 2022                                                         |
| 2022 | Time Kills (Love Birds) Beautiful Mind        | — | US95 (1 Wo.)US | Charteinstieg: 27. August 2022                                                         |
| 2022 | Fading Beautiful Mind                         | — | US96 (1 Wo.)US | Charteinstieg: 27. August 2022                                                         |
| 2022 | Got It Right Jupiters’s Diary: 7 Day Theory   | — | US95 (1 Wo.)US |                                                                                        |
| 2023 | Turks & Caicos Nostalgia                      | — | US24 Platin · (13 Wo.)US | Charteinstieg: 30. September 2023 feat. 21 Savage                                      |
| 2023 | Great Gatsby Nostalgia                        | — | US30 Platin · (17 Wo.)US | Charteinstieg: 30. September 2023                                                      |
| 2023 | Long Journey Nostalgia                        | — | US39 (3 Wo.)US | Charteinstieg: 30. September 2023                                                      |
| 2023 | Nostalgia                                     | — | US40 (2 Wo.)US | Charteinstieg: 30. September 2023 feat. Wet                                            |
| 2023 | Crazy Nostalgia                               | — | US48 (2 Wo.)US | Charteinstieg: 30. September 2023                                                      |
| 2023 | HG4 Nostalgia                                 | — | US51 (3 Wo.)US | Charteinstieg: 30. September 2023                                                      |
| 2023 | Love for a Thug Nostalgia                     | — | US56 (1 Wo.)US | Charteinstieg: 30. September 2023                                                      |
| 2023 | 2018 Nostalgia                                | — | US61 (1 Wo.)US | Charteinstieg: 30. September 2023 feat. Sadie Jean                                     |
| 2023 | Keep It G Nostalgia                           | — | US71 (1 Wo.)US | Charteinstieg: 30. September 2023                                                      |
| 2023 | Pass You By Nostalgia                         | — | US73 (1 Wo.)US | Charteinstieg: 30. September 2023                                                      |
| 2023 | Love Story/Interlude Nostalgia                | — | US79 (1 Wo.)US | Charteinstieg: 30. September 2023                                                      |
| 2023 | Back Lit Nostalgia                            | — | US80 (1 Wo.)US | Charteinstieg: 30. September 2023                                                      |
| 2023 | Rap Beef Nostalgia                            | — | US93 (1 Wo.)US | Charteinstieg: 30. September 2023                                                      |
| 2024 | 25 Last Lap                                   | — | US16 (14 Wo.)US | Charteinstieg: 26. Oktober 2024                                                        |
| 2024 | Last Lap                                      | — | US35 (2 Wo.)US | Charteinstieg: 26. Oktober 2024                                                        |
| 2024 | Federal Nightmares Last Lap                   | — | US44 (2 Wo.)US | Charteinstieg: 26. Oktober 2024                                                        |
| 2024 | Angel with an Attitude Last Lap               | — | US46 (2 Wo.)US | Charteinstieg: 26. Oktober 2024                                                        |
| 2024 | F**k Fame Last Lap                            | — | US50 (1 Wo.)US | Charteinstieg: 26. Oktober 2024 feat. Lil Yachty & Lil Baby                            |
| 2024 | Never Mind Last Lap                           | — | US54 (1 Wo.)US | Charteinstieg: 26. Oktober 2024                                                        |
| 2024 | Turtle Race Last Lap                          | — | US57 (1 Wo.)US | Charteinstieg: 26. Oktober 2024                                                        |
| 2024 | Apply Pressure Last Lap                       | — | US63 (1 Wo.)US | Charteinstieg: 26. Oktober 2024                                                        |
| 2024 | The Best Last Lap                             | — | US75 (1 Wo.)US | Charteinstieg: 26. Oktober 2024                                                        |
| 2024 | Even Love Last Lap                            | — | US82 (1 Wo.)US | Charteinstieg: 26. Oktober 2024                                                        |
| 2024 | Lost in Love Last Lap                         | — | US87 (1 Wo.)US | Charteinstieg: 26. Oktober 2024 feat. Be Charlotte                                     |
| 2024 | Waited 2 Late Last Lap                        | — | US93 (1 Wo.)US | Charteinstieg: 26. Oktober 2024                                                        |
| 2024 | Mike Last Lap                                 | — | US94 (1 Wo.)US | Charteinstieg: 26. Oktober 2024                                                        |
| 2024 | D.A.R.E. Last Lap                             | — | US95 (1 Wo.)US | Charteinstieg: 26. Oktober 2024                                                        |
| 2024 | Scared Love Last Lap                          | — | US96 (1 Wo.)US | Charteinstieg: 26. Oktober 2024                                                        |
| 2024 | Karma Last Lap                                | — | US100 (1 Wo.)US | Charteinstieg: 26. Oktober 2024                                                        |

### Gastbeiträge
| Jahr | Titel Album    | Höchstplatzierung, Gesamtwochen, AuszeichnungChartplatzierungen (Jahr, Titel, Album, Platzierungen, Wochen, Auszeichnungen, Anmerkungen) | Höchstplatzierung, Gesamtwochen, AuszeichnungChartplatzierungen (Jahr, Titel, Album, Platzierungen, Wochen, Auszeichnungen, Anmerkungen) | Anmerkungen                                                             |
| Jahr | Titel Album    | UK | US | Anmerkungen                                                             |
| --- | -------------- | --- | --- | ----------------------------------------------------------------------- |
| Folgende Lieder erschienen nicht als Single, wurden aber durch das Album zum Download und Streaming bereitgestellt und konnten somit eine Platzierung erlangen: |                | | |                                                                         |
| |                | | |                                                                         |
| 2025 | By Myself WHAM | — | US44 (… Wo.)US | Charteinstieg: 18. Januar 2025 Lil Baby feat. Rylo Rodriguez & Rod Wave |

## Auszeichnungen für Musikverkäufe
| Goldene Schallplatte - Kanada - 2023: für das Album Pray 4 Love - Vereinigte Staaten - 2024: für das Lied 5% Tints - 2024: für das Lied Titanic - 2024: für das Lied Roaming - 2024: für das Lied 2019 | Platin-Schallplatte - Vereinigte Staaten - 2023: für das Lied Already Won - 2024: für das Lied Abandoned - 2024: für das Lied Poison - 2024: für das Lied Sky Priority - 2024: für das Lied Dark Conversations - 2024: für das Lied Brace Face - 2024: für das Lied Chip on My Shoulder 2× Platin-Schallplatte - Vereinigte Staaten - 2024: für das Lied Dark Clouds - 2024: für das Lied Green Light |

Anmerkung: Auszeichnungen in Ländern aus den Charttabellen bzw. Chartboxen sind in ebendiesen zu finden.
| Land/RegionAuszeichnungen für Musikverkäufe (Land/Region, Auszeichnungen, Verkäufe, Quellen) | Silber  | Gold       | Platin       | Verkäufe   | Quellen         |
| -------------------------------------------------------------------------------------------- | ------- | ---------- | ------------ | ---------- | --------------- |
| Kanada (MC)                                                                                  | —       | Gold1      | —            | 40.000     | musiccanada.com |
| Vereinigte Staaten (RIAA)                                                                    | —       | 30× Gold30 | 56× Platin56 | 71.000.000 | riaa.com        |
| Vereinigtes Königreich (BPI)                                                                 | Silber1 | —          | —            | 200.000    | bpi.co.uk       |
| Insgesamt                                                                                    | Silber1 | 31× Gold31 | 56× Platin56 |            |                 |